# Leopold von Geramb
Leopold Freiherr von Geramb (* 12. Februar 1774 in Schemnitz; † 3. Dezember 1845 in Meran in Tirol) war ein österreichischer General der Kavallerie, Ritter des Maria-Theresia-Ordens und zweiter Inhaber des Husaren-Regiments Nr. 4.

## Leben

### Herkunft
Seine Eltern waren Julius Ferdinand Freiherr von Geramb (1737–1804) und dessen Ehefrau Maria Magdalena, geborene La Sausse (* 1739). Sein Bruder Ferdinand (1772–1848) war Offizier, Führer eines Freikorps und später Mönch.

### Karriere
Geramb ging 1793 in kaiserliche Dienste und kam in das Husaren-Regiment „Erzherzog Leopold“ und avancierte im November 1794 zum Unterleutnant. Am 1. Dezember 1796 wurde er zum 1. slavonischen Gränzbataillon versetzt und stieg dort im Januar 1797 zum Oberleutnant und am 1. Mai 1797 zum Kapitänlieutenant auf. Im Jahr 1798 kehrte er als zweiter Rittmeister in das Husaren-Regiment „Erzherzog Joseph Anton“ zurück und wurde am 16. Dezember 1800 1. Rittmeister.
Er zeichnete sich besonders während der Koalitionskriege aus. Am 21. Oktober 1805 nahm er in Italien bei Sessana 15 Chasseurs gefangen. Dafür wurde er im Dezember 1805 zum Major befördert und bereits im Februar 1809 Oberstleutnant. Geramb kämpfte im Gefecht bei Pordenone sowie in der Schlacht bei Fontana Fredda. Am 8. Mai 1809 stand er an der Piave und dort wehrte er mehrere Angriffe der Kavallerie-Divisionen Grouchy und Pully ab. Dafür erhielt er das Ritterkreuz des Maria-Theresia-Ordens. Anschließend wurde er zum Oberst und Regimentskommandeur im Husaren-Regiment No.2.
Während der Befreiungskriege kämpfte Geramb vom 29. Oktober bis zum 1. November 1813 bei Hanau. Am 18. Februar 1814 wurde er zum Generalmajor ernannt. Nach dem Krieg wurde er als Brigadier nach Mähren versetzt. Während der Unruhen in Neapel wurde er 1821 Teil der Interventionsarmee. Im Jahr 1825 kam er als Brigadier nach Wien und wurde am 11. Januar 1830 zum Feldmarschallleutnant befördert. Im April 1829 wurde er zweiter Inhaber des Husaren-Regiments Nr. 4 und 1830 als Divisionär nach Ungarn versetzt. Anschließend kommandierte er im Jahr 1838 das 2. mobile Armeekorps in Italien. Am 16. Oktober 1840 trat er mit dem Charakter als General der Kavallerie in den Ruhestand und starb 1845 in Meran.